# دانيال ويزلي (منافس ألعاب قوى)
دانيال ويزلي هو منافس ألعاب قوى كندي، ولد في 29 مارس 1960 في كندا.